# ساحل

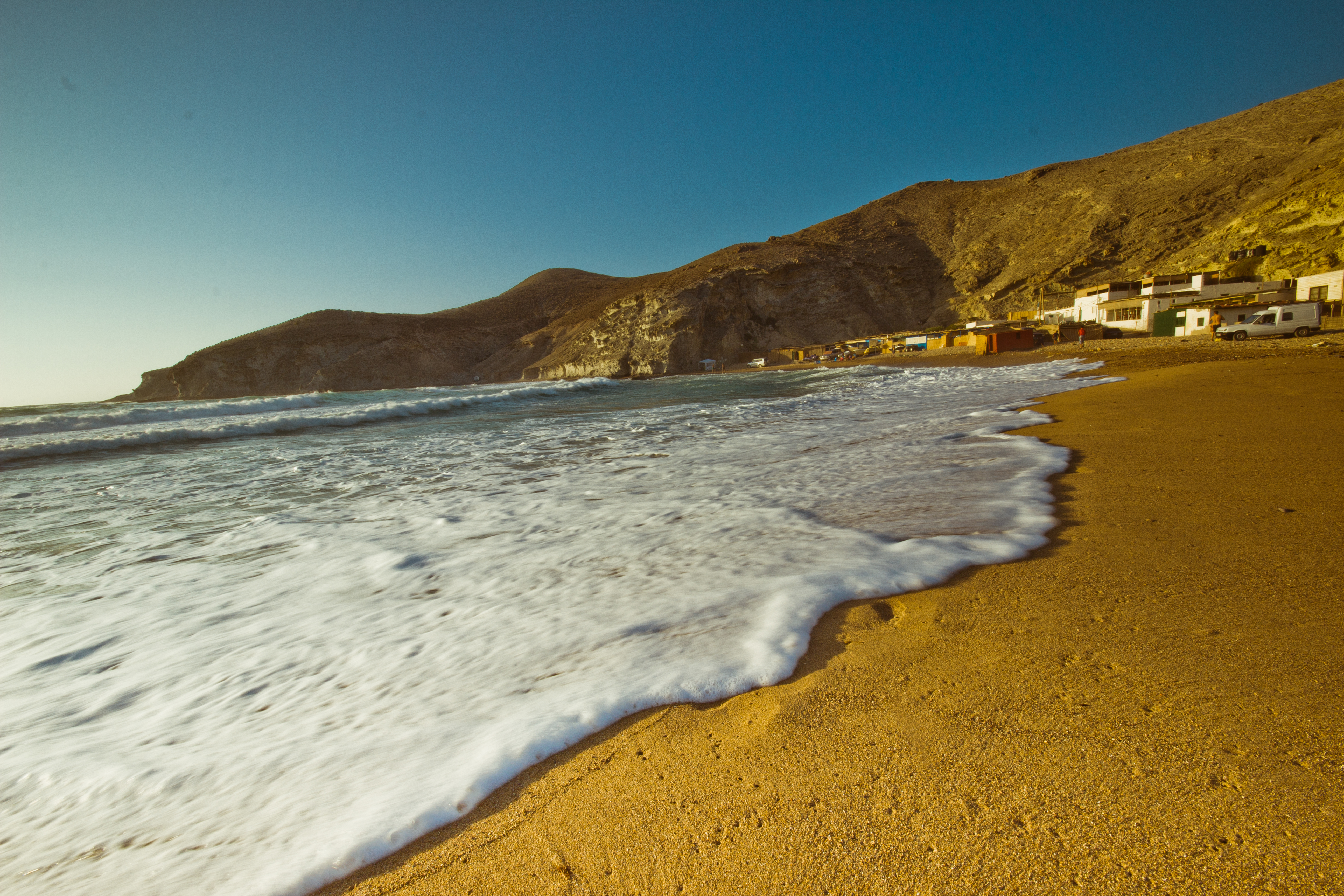
ساحل بالضفة المتوسطية شمال المغرب في إحدى القرى النائية

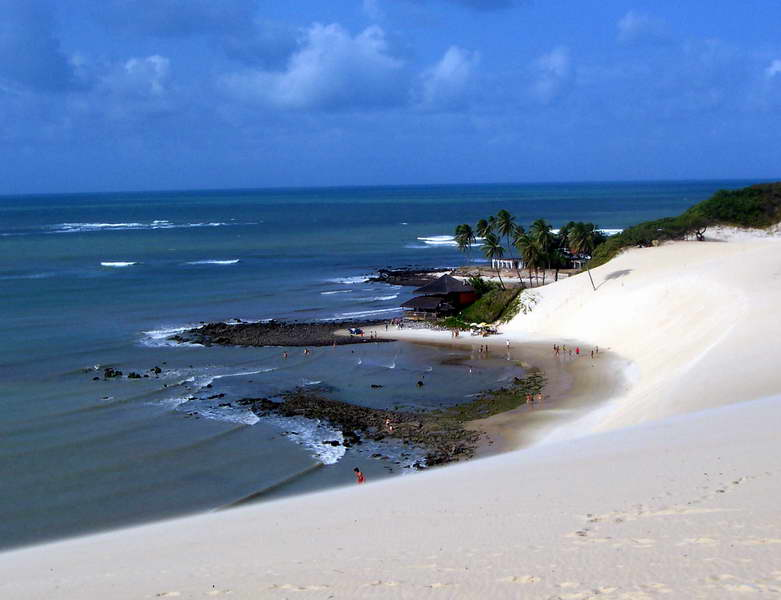
شاطئ على الساحل الشرقي للبرازيل على المحيط الأطلسي

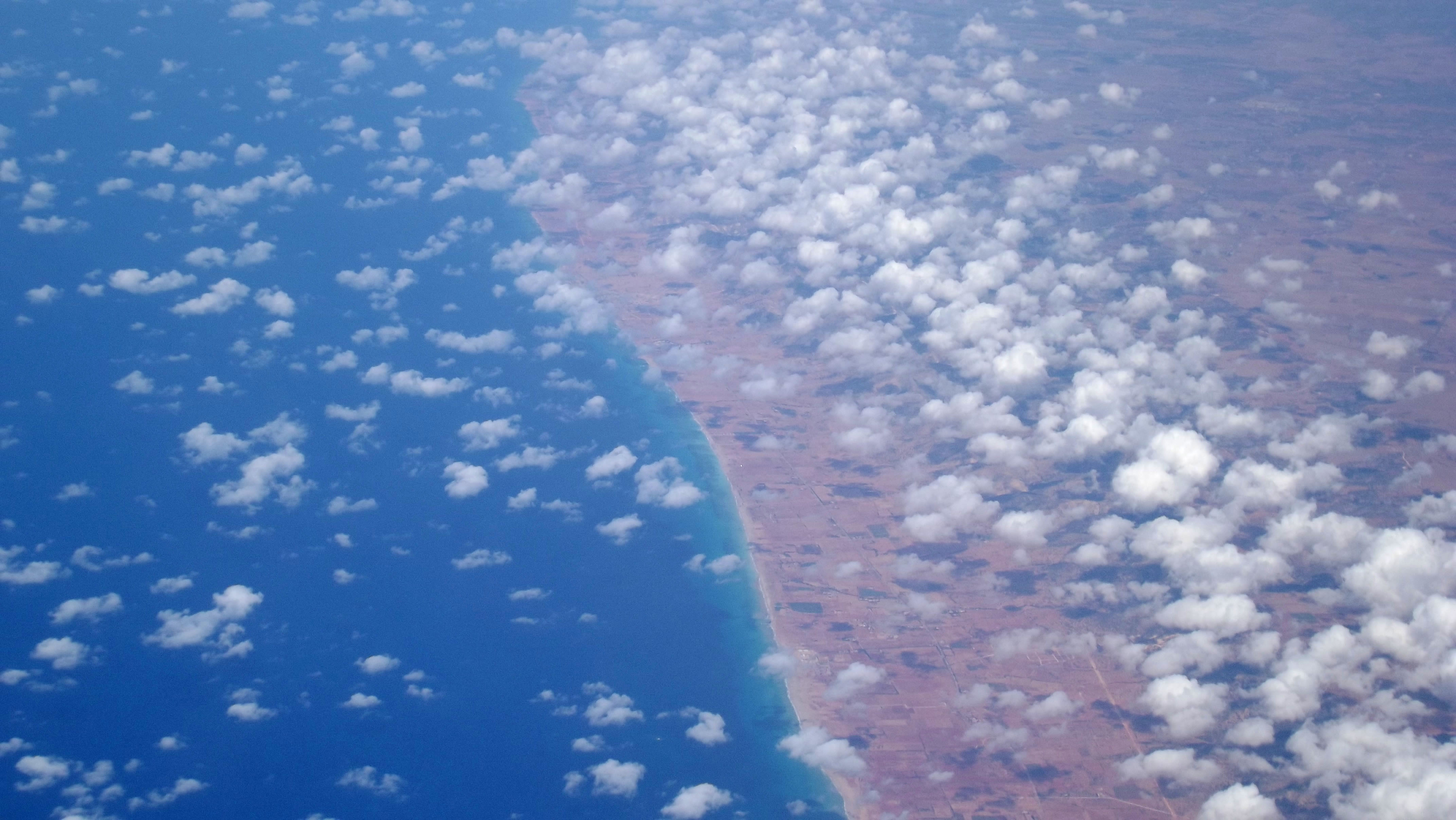
ساحل ليبيا على المتوسط

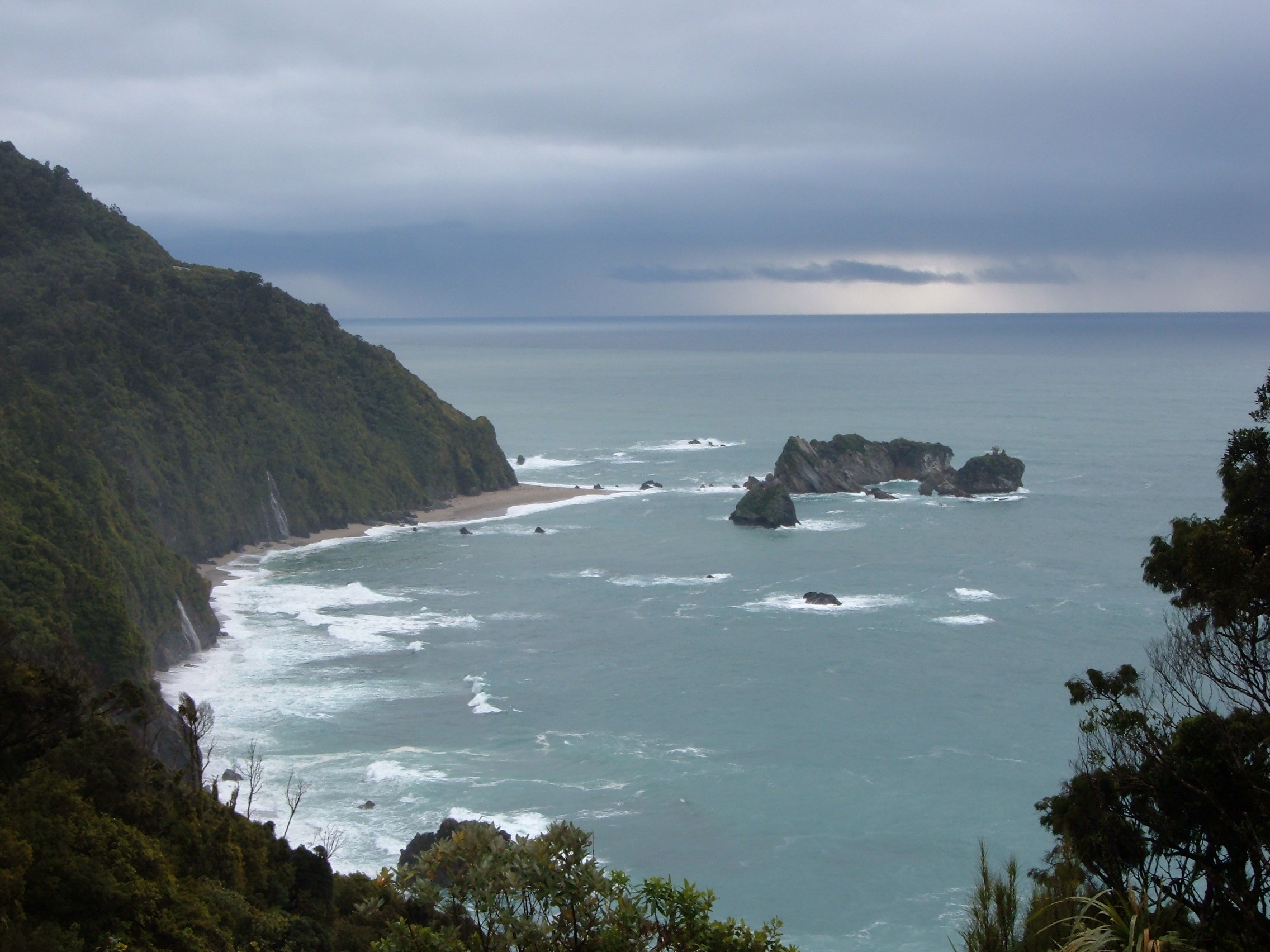
ساحل وعر في منطقة الساحل الغربي في نيوزيلندا

السَّاحِل أو شاطِئ البَحْر هو المنطقة التي تلتقي فيها الأرض ببحرٍ أو محيط، أو الخط الذي يُشكّل الحدود بين اليابسة ومحيط أو بحيرة. لا يمكن تحديد خط دقيق يمكن تسميته بخط الساحل بسبب وجود مفارقات.
مصطلح «منطقة ساحلية» يشير إلى المنطقة التي يحدث فيها تفاعل العمليات بين البحر والبر. كلا المصطلحين «ساحل» و«ساحلي» يستخدمان لوصف موقع أو منطقة جغرافية؛ على سبيل المثال إقليم الساحل الغربي في نيوزيلندا، أو الساحل الشرقي للولايات المتحدة والساحل الغربي للولايات المتحدة. إدنبرة على سبيل المثال مدينة تقع على ساحل اسكتلندا.
يشير مصطلح ساحل منطقة البحر المفتوح إلى الساحل الذي يواجه المحيط المفتوح، بعكس المنطقة الساحلية المحمية بخليج، من ناحية أخرى يشير مصطلح ضفة إلى أجزاء الأرض المتاخمة لنهر أو لبحيرة (شاطئ البحيرة). وفي بعض أجزاء العالم تستخدم للإشارة إلى التلال الصناعية من الأرض التي تبنى بهدف الاحتفاظ بالماء من نهرٍ أو بركة؛ وفي مناطق أخرى تسمى سد مائي.
وفقاً لأطلس الأمم المتحدة، يعيش حوالي 44% من سكان العالم في مناطق أقصى بعد لها عن البحر 150 كيلومتر.